# Prvački trofej 1996. (hokej na travi)
18. Prvački trofej se održao 1996. godine.

## Mjesto i vrijeme održavanja
Održao se od 7. do 15. prosinca 1996.
Utakmice su se igrale na novosagrađenom stadionu Mayor Radhakrishnan u Madrasu u Indiji.

## Sudionici
Sudjelovali su domaćin Indija, branitelj naslova Njemačka, Pakistan, Australija,  Nizozemska i Španjolska. 

### Nizozemska
```
Vratari

 
Ronald Jansen
             
Hockeyclub 's-Hertogenbosch

 
Guus Vogels
               
HGC

Obrana

 
Sander van Heeswijk
       
Oranje Zwart

 
Erik Jazet
                
HC Bloemendaal

 
Bram Lomans
               
HGC
 
 
Wouter van Pelt
           
HDM

 
Sander van der Weide
      
Hockeyclub 's-Hertogenbosch
 

Vezni red

 
Danny Bree
                
Pinoké

 
Jacques Brinkman
          
Amsterdam

 
Jeroen Delmee
             
Hockeyclub 's-Hertogenbosch

 
Stephan Veen
 ©            
HGC

Navala

 
Jaap-Derk Buma
            
HC Klein Zwitserland

 
Marten Eikelboom
          
Amsterdam

 
Tycho van Meer
            
HGC

 
Teun de Nooijer
           
HC Bloemendaal

 
Remco van Wijk
            
HC Bloemendaal

Trener:
                    
Roelant Oltmans

Pomoćni trener:
            
Maurits Hendriks

Menedžer:
                  Koos Formsma
```

## Natjecateljski sustav
Igralo se po jednostrukom ligaškom sustavu. Na ovom trofeju se prvi put uvelo 3 boda za pobjedu. Za ostale ishode je ostalo isto bodovanje: neriješeno 1 bod, a za poraz nijedan bod. 
Nakon ligaškog dijela, igralo se za poredak. Prvi i drugi na ljestvici su doigravali za zlatno odličje, treći i četvrti za brončano odličje, a peti i šesti na ljestvici za 5. i 6. mjesto. 6. je ispadao u niži natjecateljski razred.

## Rezultati

### Prvi dio
- 7. prosinca 1996.

| Indija     | 1 : 2 | Njemačka   |
| Australija | 1 : 1 | Španjolska |
| Pakistan   | 0 : 2 | Nizozemska |

- 8. prosinca 1996.

| Pakistan   | 4 : 2 | Australija |
| Nizozemska | 2 : 1 | Njemačka   |
| Španjolska | 0 : 3 | Indija     |

- 10. prosinca 1996.

| Pakistan | 2 : 2 | Španjolska |
| Indija   | 1 : 1 | Nizozemska |
| Njemačka | 3 : 1 | Australija |

- 11. prosinca 1996.

| Indija     | 3 : 1 | Australija |
| Pakistan   | 4 : 2 | Njemačka   |
| Nizozemska | 4 : 0 | Španjolska |

- 13. prosinca 1996.

| Indija     | 2 : 3 | Pakistan   |
| Njemačka   | 4 : 3 | Španjolska |
| Nizozemska | 1 : 1 | Australija |

### Poredak nakon prvog dijela
```
 1. 
 Nizozemska        5      3     2     0     (10: 3)      
11

 2. 
 Pakistan          5      3     1     1     (13:10)      
10

 
 3. 
 Njemačka          5      3     0     2     (12:11)      
9

 
 4. 
 Indija            5      2     1     2     (10: 7)      
7

 
 5. 
 Australija        5      0     2     3     ( 6:12)      
2

 
 6. 
 Španjolska        5      0     2     3     ( 6:14)      
2
```

### Doigravanje
Susreti su se igrali 15. prosinca 1996.
- za 5. mjesto

 Australija -  Španjolska 5:2
- za brončano odličje

 Njemačka -  Indija 5:0
- za zlatno odličje

 Nizozemska -  Pakistan 3:2 

## Završni poredak
| Mj. | Momčad     |
| --- | ---------- |
| 1.  | Nizozemska |
| 2.  | Pakistan   |
| 3.  | Njemačka   |
| 4.  | Indija     |
| 5.  | Španjolska |
| 6.  | Australija |

| Pobjednici              |
| ----------------------- |
| Nizozemska Treći naslov |

## Najbolji sudionici
| Poredak | Igrač              | Pogodaka |
| ------- | ------------------ | -------- |
| 1.      | Christoph Bechmann | 5        |
| 2.      | Rahim Khan         | 4        |
| 2.      | Kamran Ashraf      | 4        |
| 4.      | Dhanraj Pillay     | 3        |
| 4.      | Gavin Ferreira     | 3        |
| 4.      | Sascha Reinelt     | 3        |
| 4.      | Björn Michel       | 3        |
| 4.      | Teun de Nooijer    | 3        |
| 4.      | Jaap-Derk Buma     | 3        |
| 4.      | Bram Lomans        | 3        |
| 4.      | Juan Escarré       | 3        |
| 4.      | Javier Arnau       | 3        |
| 4.      | Jeremy Hiskins     | 3        |

## Vanjske poveznice
- Rezultati sa Sports123.com   Arhivirana inačica izvorne stranice od 5. prosinca 2008. (Wayback Machine)